# Русцлето (Удине)
Русцлето је насеље у Италији у округу Удине, региону Фурланија-Јулијска крајина.
Према процени из 2011. у насељу је живело 114 становника. Насеље се налази на надморској висини од 136 м.